# Nissan Stanza
La Nissan Stanza è un'autovettura di medie dimensioni prodotta dalla casa automobilistica giapponese Nissan Motor dal 1977 al 1992 in quattro generazioni. Fino al 1985 era marchiata con il nome Datsun Stanza.
La Nisan Stanza è stata temporaneamente offerta anche in Europa. La prima e la seconda generazione erano identiche alla Datsun Violet, venduta anche in Europa, ad eccezione di piccoli dettagli, mentre la terza e la quarta generazione erano in gran parte identiche alla Datsun Bluebird.

## La prima serie (A10): 1977-1981

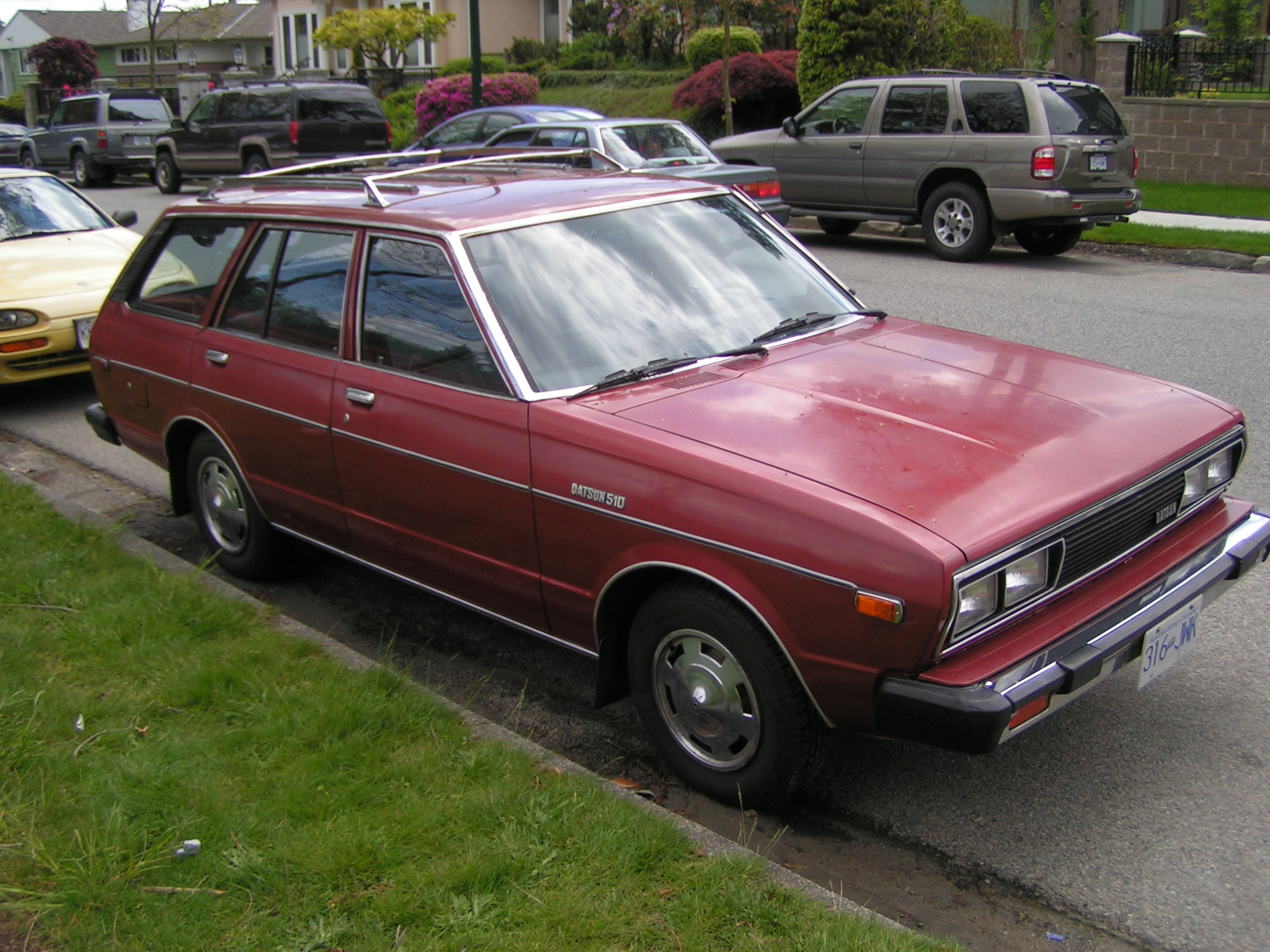
Una Nissan Stanza familiare prima serie

La prima generazione della Nissan Stanza era un modello di medie dimensioni a trazione posteriore, disponibile come berlina a quattro porte e familiare a cinque porte, alimentata da un motore a quattro cilindri da due litri di cilindrata. In Europa non veniva offerta la Nissan Stanza, bensì la Nissan Violet, che era quasi identica. In Giappone, il modello è stato offerto anche come Datsun Auster.

## La seconda serie (T11): 1981-1986

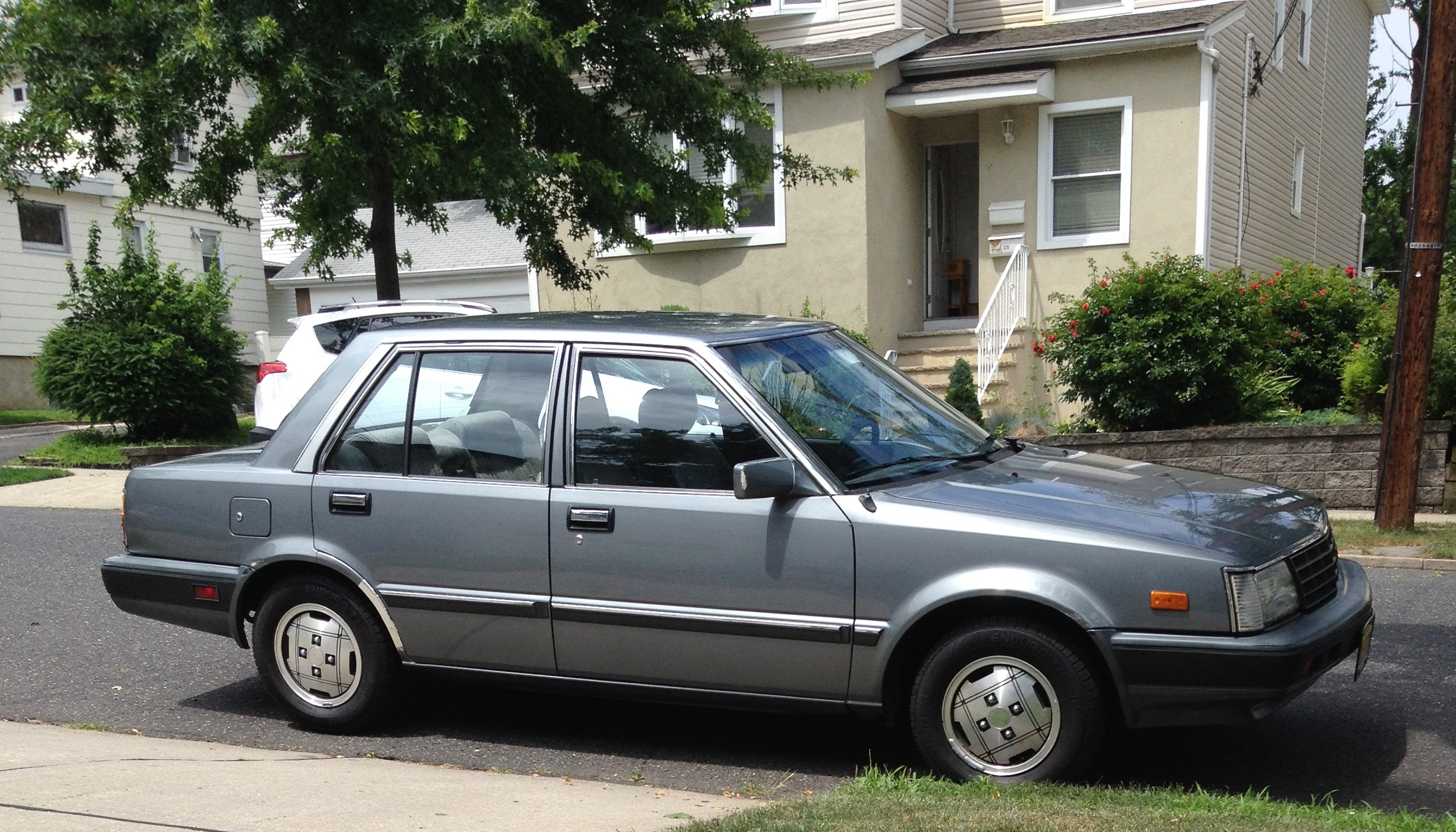
Una Nissan Stanza berlina seconda serie

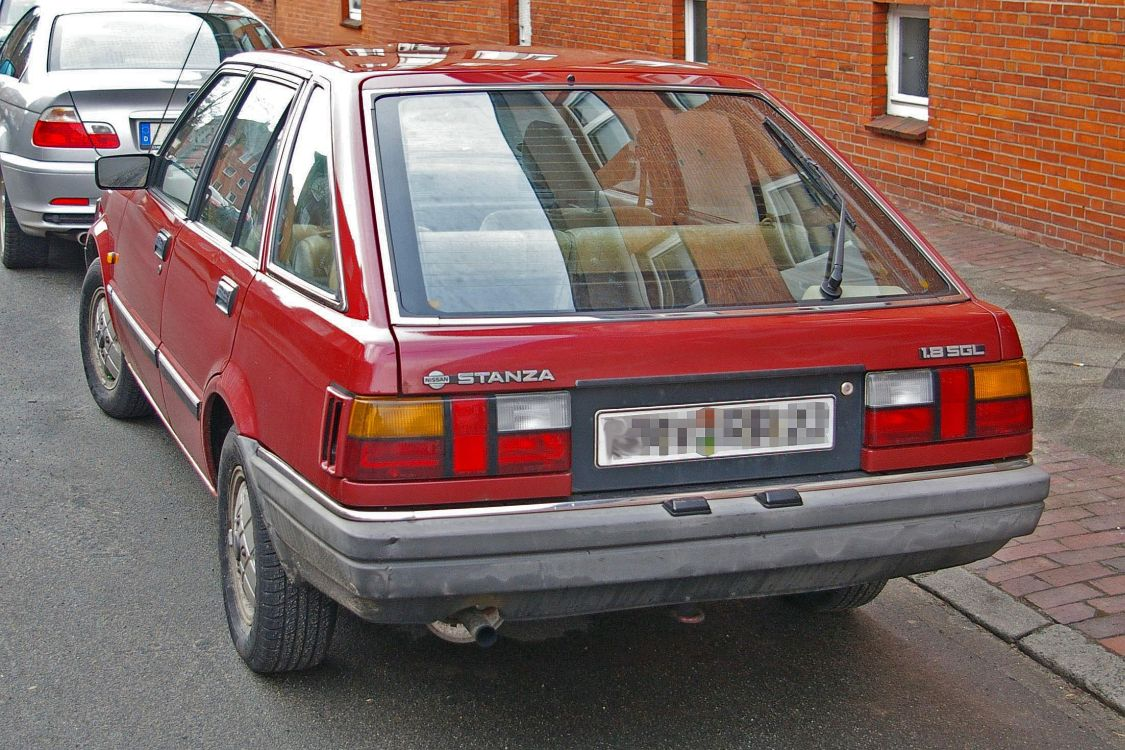
Una Nissan Stanza hatchback seconda serie

La seconda generazione della Nissan Stanza fece il suo debutto mondiale al 49º salone dell'automobile di Francoforte nel settembre 1981. Fu la prima Datsun di medie dimensioni a trazione anteriore.
Questa serie di Nissan Stanza è stata offerta con questo nome anche in Europa dal novembre 1981. La gamma comprendeva una berlina a quattro porte e una hatchback a tre o cinque porte, alimentate da un motore a quattro cilindri avente una cilindrata di 1,6 o 1,8 litri.
La berlina quattro porte fu eliminata dal settembre 1984, mentre la hatchback tre porte fu tolta dal listino precedentemente. Nel marzo 1985 entrò in programma una versione speciale che montava il motore a quattro cilindri da 1,8 litri avente la parte anteriore modificata.
Nell'autunno del 1985 l'esportazione della Nissan Stanza fu interrotta. Un altro nome della Nissan Stazna disponibile sul mercato interno giapponese avente un equipaggiamento parzialmente diverso fu Nissan Auster.

## La terza serie (T12): 1986-1989

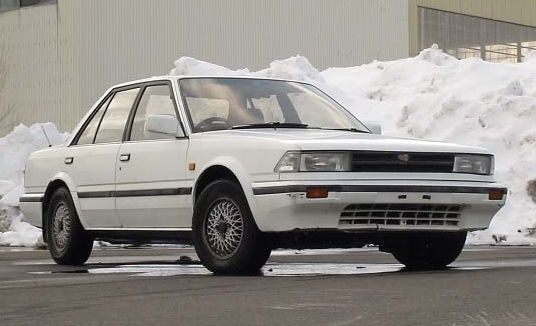
Una Nissan Stanza berlina terza serie

La terza generazione della Nissan Stanza era in gran parte identica nella costruzione alla Nissan Bluebird tant'è che venne venduta in Europa con il nome di "Bluebird". La terza serie della Nissan Stanza era ancora disponibile con carrozzeria berlina quattro porte e hatchback cinque porte, ed era alimentata da un motore a quattro cilindri da due litri di cilindrata. Erano disponibili un cambio manuale a cinque marce oppure un cambio automatico a quattro marce.

## La quarta serie (U12): 1990-1992

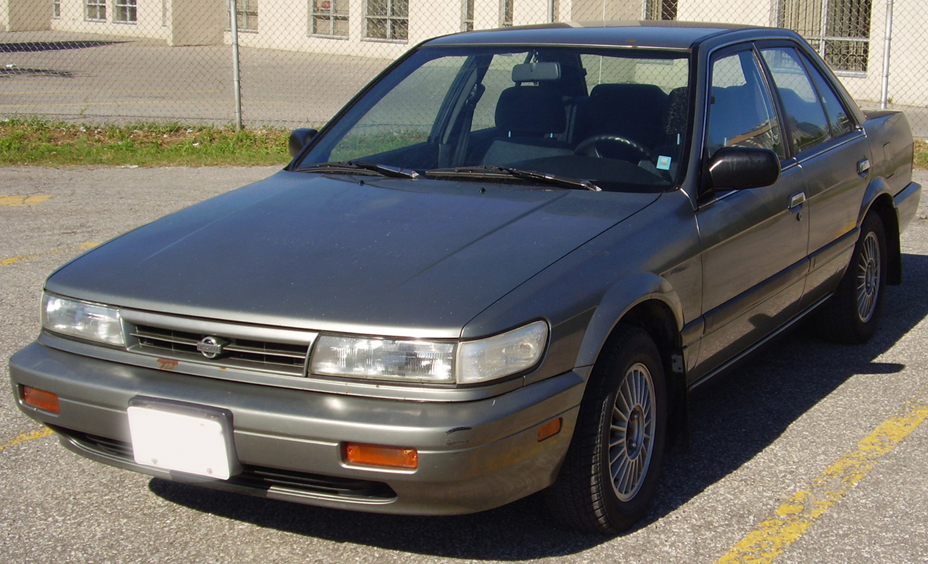
Una Nissan Stanza berlina quarta serie

La quarta generazione della Nissan Stanza, che era offerta solo in Nord America, era sostanzialmente una variante della Nissan Bluebird, che non era più venduta in Europa e Nord America. Quest'ultima generazione della Stanza era alimentata da un motore a quattro cilindri in linea da 2,4 litri di cilindrata e fu sostituita alla fine del 1992 dalla Nissan Altima, quest'ultima inizialmente commercializzata come Nissan Stanza Altima.